# Ixora upolensis
Ixora upolensis är en måreväxtart som beskrevs av Karl Rechinger. Ixora upolensis ingår i släktet Ixora och familjen måreväxter. Inga underarter finns listade i Catalogue of Life.